# Francisco de Chaves (encomendero de Arequipa)
Para otros personajes del mismo nombre véase Francisco de Chaves (desambiguación).

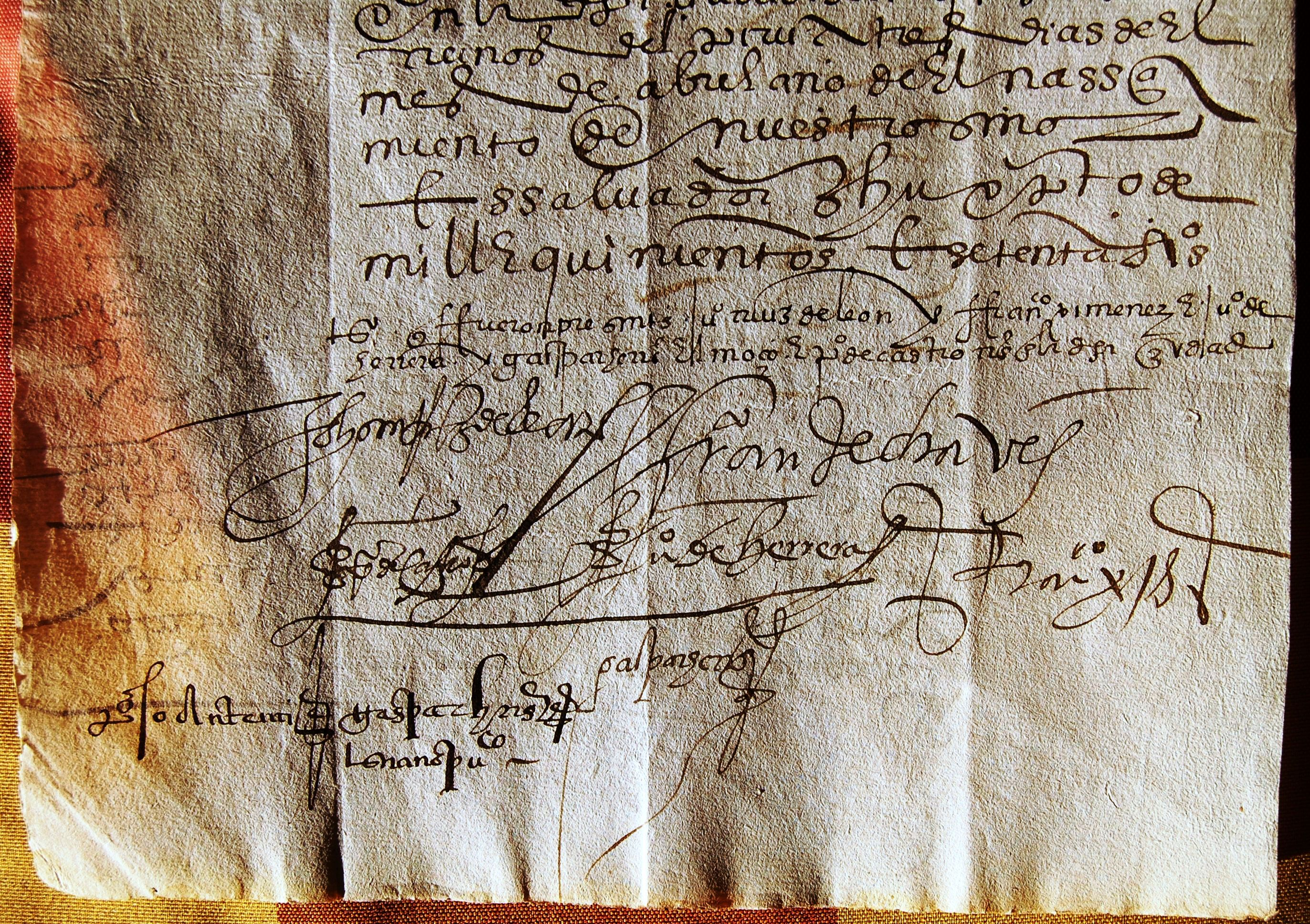
Firma de Don Francisco de Cháves junto a las de otros conquistadores, Francisco Ruíz de león, Gaspar Hernández "El mozo"...

Francisco de Chaves (Trujillo, España, inicios del siglo XVI – Arequipa, Perú, h. 1568-1570) fue un conquistador español que actuó en el Perú. Participó en las guerras civiles entre los conquistadores del Perú militando principalmente en el bando realista. Fue premiado con extensos repartimientos de indios y se estableció en Arequipa. Es muy probable que fuera pariente de otro Francisco de Chaves, apodado “el pizarrista”, también natural de Trujillo, y que fue Teniente de Gobernador de Francisco Pizarro, muriendo a manos de los almagristas en 1541. En realidad, fueron varios los conquistadores españoles con este nombre que actuaron en el Perú en diversas épocas, aunque todos llegaron con posterioridad a los sucesos de Cajamarca de 1532-1533.

## Biografía
Era natural de Trujillo y nació antes de 1510, siendo hijo legítimo del hidalgo Diego de Chaves y de Melchora o Pascuala González. 
Pasó a América y radicó en Portoviejo (actual territorio de Ecuador) pero se trasladó luego a Guayaquil, donde en 1541 era Regidor del Ayuntamiento. Se le otorgaron los repartimientos de indios de Quieca e Itecol. Poco después se vio obligado a ser Teniente de Gobernador de Gonzalo Pizarro, el mismo caudillo que se rebeló contra la Corona española. Como no demostró simpatías por la causa rebelde, Hernando de Bachicao ordenó su ahorcamiento, pero estando a punto de consumarse su ejecución, logró escapar. Se unió en Quito a las fuerzas del virrey Blasco Núñez Vela, a quien acompañó hasta su derrota en la batalla de Iñaquito. Apresado por los gonzalistas, se le conmutó la pena de muerte por el destierro a Chile, pero logró escapar. Se unió a las fuerzas del pacificador Pedro de la Gasca a quien siguió hasta la batalla de Jaquijahuana. En reconocimiento a sus servicios, Gasca le dio los inmensos repartimientos de indios de Ubinas y Machaguay, cerca de Arequipa, ciudad donde se avecindó desde 1551.
Al estallar una nueva rebelión de encomenderos, esta vez encabezada por Francisco Hernández Girón, se vio otra vez obligado a militar en las filas rebeldes, pero poco después se pasó al ejército realista en Pachacámac en marzo de 1554. Probablemente se contó entre los vencedores de Hernández Girón en Pucará.
En 1556 era regidor de Arequipa y en 1558 visitador del Hospital de esa ciudad. En 1561 seguía poseyendo los indios que le dieron diez años atrás, los mismos que le rentaban anualmente 3.300 pesos. Hizo testamento en Arequipa el 7 de septiembre de 1568, y debió morir antes de 1570, pues ese año el Virrey Francisco Álvarez de Toledo dio sus indios de Machaguay a Diego de Sosa.